# 租約
租約又名租單。譬如屬於商業合約之一的房地產租約，又名出租房合約，在一般情況下，合約條款通常訂明有關：按金、上期、免租期、「一年生約、一年死約」、包差餉、物業管理費，傢具、空氣調節、裝修，而水費、電費、煤氣、寬頻自付，不可分租，不可作非法用途等的規定。租約亦可以是其他租機械、租電器、汽車租賃等的合約。